# Zalesie-Lenki
Zalesie-Lenki – wieś w Polsce położona w województwie mazowieckim, w powiecie pułtuskim, w gminie Gzy. Ma status sołectwa.
| SIMC    | Nazwa            | Rodzaj    |
| ------- | ---------------- | --------- |
| 0116330 | Zalesie-Pacuszki | część wsi |

W latach 1975–1998 miejscowość administracyjnie należała do województwa ciechanowskiego.